# 西川里喜代
西川 里喜代（にしかわ りきよ、1908年（明治41年）1月13日 - 1988年（昭和63年）11月28日）は、名古屋西川流舞踊家。本名、下方たき子。愛知県名古屋市出身。

## 来歴
1908年、名古屋市で生まれる。名古屋市立白川尋常小学校卒業。母・初代西川里喜代から踊り、長唄、清元、常磐津を教わる。1927年、初代里喜代が亡くなり、西川石松に師事する。1931年2月、23歳で名古屋西川流名取りになり、二代目里喜代を継ぐ。1年後に免状を受ける（名取試験は25歳以上で、合格してもすぐに師匠になれず、素行や人格等を1年間見るという決まりが戦前まであった）。1945年、第1回名古屋をどりに出演し、38回まで連続出演した。舞踊会「にしき会」を主催したり、中京五流舞踊公演で立役、女形をこなしたり、二世西川鯉三郎が東京都で主催した「鯉風会」にも出演した。1985年12月、｢喜寿に舞う｣と題して初めてのリサイタルを開いた｡1986年、三重県津市の舞踊会で転倒し、足に大怪我を負うが半年後には舞台にカムバックを果たす。1988年11月18日と19日「にしき会」を二日間開催し、長唄老松と清元保名の素踊りで健在ぶりをアピールしたが、11月28日、名古屋市の自宅で心不全で亡くなる。享年80。
二代目西川里喜代の孫も名古屋市を中心に日本舞踊を指導し、二代目が主催した「にしき会」を継承している。弟子には「里喜」の字を名前を付けている。

## 受賞歴
- 名古屋演劇ペンクラブ賞
- 名古屋市芸術賞特賞 1983年

## 参考資料
- 北条秀司監修『西川鯉三郎』（淡公社、1970年）
- 名古屋をどりプログラム